# 威尔第纪念碑
威尔第纪念碑（Giuseppe Verdi Monument）是纪念作曲家威尔第的雕塑，位于纽约市威尔第广场。
纪念碑在1906年10月12日哥伦布日揭幕，威尔第纪念碑委员会的主席是意大利裔美国人，报纸主编Carlo Barsotti（1850–1927年），他利用报纸筹集资金，兴建若干纪念物，希望以此激励年轻的意大利裔美国人。其他纪念物包括哥伦布圆环纪念碑、华盛顿广场公园的朱塞佩·加里波第纪念碑（1888年）、乔瓦尼·达韦拉扎诺纪念碑（1909年）和但丁广场的但丁纪念碑（1921年）。
其雕塑家是帕斯夸莱·希弗莱蒂（1858年至1952年）。
它已被列入国家史迹名录。